# Río Ajatama
El río Ajatama es un curso natural de agua que nace en la Región de Arica y Parinacota en Chile y fluye con dirección general SW hasta su confluencia con el río Caritaya que da origen al río Camarones.

## Trayecto
Nace de la confluencia de varios arroyos al pie de los faldeos occidentales del apagado volcán Chuquiananta , de los cuales el Taruguire, el Parcoalla y el Chuquiananta son los principales. El estero Veco, a veces llamado río Macusa, contribuye al caudal del río. Este último viene desde el norte, desde el faldeo oriente del cerro Talapacheta . Desarrolla un curso en dirección SO hasta su desagüe en el Ajatama. En su confluencia con el río Caritaya da origen al río Camarones.

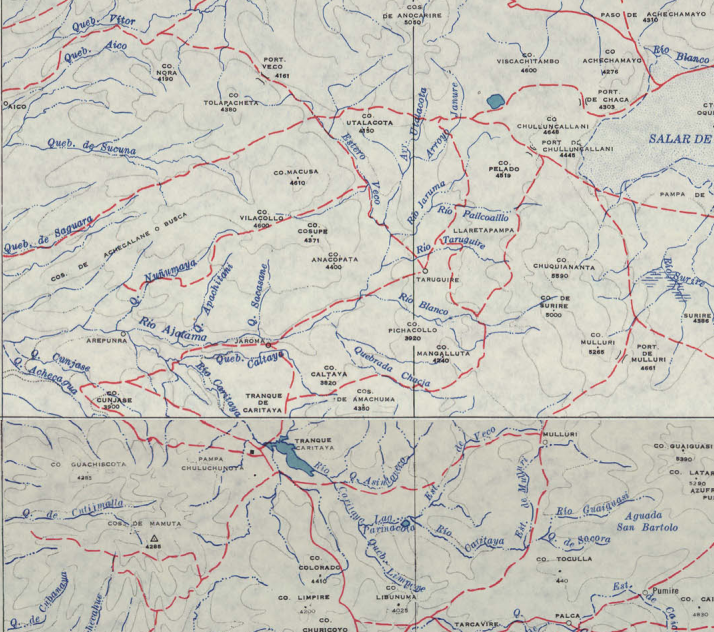
Cuencas de los ríos Ajatama y Caritaya, en un compuesto de dos mapas del Instituto Geográfico Militar (Chile).

## Caudal y régimen
No existe estación fluviométrica en la cuenca del Ajatama. Las siguientes curvas de variación estacional son el resultado de la transposición de las mediciones hechas en otras cuencas a la del Ajatama, considerando el área, precipitaciones y otros factores.

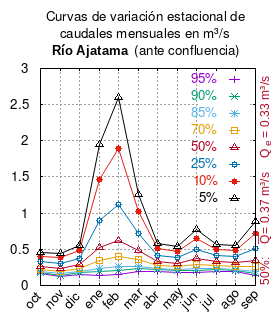
Curvas de variación estacional del río Ajatama antes de la confluencia con el río Caritaya.

El caudal del río (en un lugar fijo) varía en el tiempo, por lo que existen varias formas de representarlo. Una de ellas son las curvas de variación estacional que, tras largos periodos de mediciones, predicen estadísticamente el caudal mínimo que lleva el río con una probabilidad dada, llamada probabilidad de excedencia. La curva de color rojo ocre (con {\displaystyle {\color {Red}\vartriangle }}) muestra los caudales mensuales con probabilidad de excedencia de un 50%. Esto quiere decir que ese mes se han medido igual cantidad de caudales mayores que caudales menores a esa cantidad. Eso es la mediana (estadística), que se denota Qe, de la serie de caudales de ese mes. La media (estadística) es el promedio matemático de los caudales de ese mes y se denota {\displaystyle {\overline {Q}}}. 
Una vez calculados para cada mes, ambos valores son calculados para todo el año y pueden ser leídos en la columna vertical al lado derecho del diagrama. El significado de la probabilidad de excedencia del 5% es que, estadísticamente, el caudal es mayor solo una vez cada 20 años, el de 10% una vez cada 10 años, el de 20% una vez cada 5 años, el de 85% quince veces cada 16 años y la de 95% diecisiete veces cada 18 años. Dicho de otra forma, el 5% es el caudal de años extremadamente lluviosos, el 95% es el caudal de años extremadamente secos. De la estación de las crecidas puede deducirse si el caudal depende de las lluvias (mayo-julio) o del derretimiento de las nieves (septiembre-enero).

## Historia
Luis Risopatrón lo describe en su Diccionario jeográfico de Chile:<ref name="LR">Risopatrón, 1924<ref>: 14 
Ajatama (Río), Nace en las cercanías del salar de Surire, corre hacia el W, baña varios sembríos i se junta con el río de Caritaya, en Arepunta, para formar el río Camarones; aumenta sus aguas con las lluvias en los meses de verano, en que alcanza, en término medio, unos seis metros cúbicos de caudal i disminuye en la temporada de invierno, para llegar a un minimun en los meses de agosto a noviembre.